# Chris Penn
Christopher Shannon Penn (n. 10 octombrie 1965, Los Angeles, California, SUA – d. 24 ianuarie 2006, Santa Monica, California, SUA) a fost un actor american, cunoscut pentru rolul lui din Reservoir Dogs (1991), dar și ca actorul de voce al lui Eddie Pulaski din jocul video GTA San Andreas. El a fost fratele actorului Sean Penn.